# Les Acteurs de bonne foi
Les Acteurs de bonne foi est une comédie en un acte et en prose de Marivaux, jouée pour la première fois en privé chez l'actrice Jeanne-Françoise Quinault le 30 octobre 1748.
Marivaux fit jouer les Acteurs de bonne foi au Théâtre-Français en 1755, mais la pièce ne réussit pas. Elle fut publiée pour la première fois dans le Conservateur de novembre 1757. L’intérêt de la pièce repose principalement sur un jeu qu’entretient Marivaux avec son lecteur grâce à la mise en abyme. En effet, le texte mêle au sein d’une même page : entretien des acteurs sur leurs vies respectives, dialogues sur les possibilités de jeu et de mise en scène ainsi que répliques d’un texte qui est alors joué. Dans cette pièce, qui est la dernière que l’auteur ait fait jouer sur un grand théâtre, où la scène de comédie est rapidement détournée et donne lieu à une confusion entre la situation réelle et la scène jouée, la mise en abyme révèle l’importance de l’illusion théâtrale.

## Personnages
- Madame Argante, mère d’Angélique.
- Madame Hamelin, tante d’Éraste.
- Araminte, amie commune.
- Éraste, neveu de Madame Amelin, amant d’Angélique.
- Angélique, fille de Madame Argante.
- Merlin, valet de chambre d’Éraste, amant de Lisette.
- Lisette, suivante d’Angélique.
- Blaise, fils du fermier de Madame Argante, amant de Colette.
- Colette, fille du jardinier.
- Un notaire de village.

## L’intrigue
Lors du mariage entre Eraste (neveu de Madame Hamelin) et Angélique (fille de Madame Argante), Madame Hamelin a l'idée d'une comédie, elle confie le rôle de metteur en scène à Merlin, le valet de son neveu. Ce dernier décide de créer une comédie dans laquelle valets et suivantes improviseront leur rôle et se fonde sur le caractère naturel de chacun pour donner des conseils sur le jeu. Blaise doit épouser Colette, et lui-même, Merlin, est fiancé à Lisette, la femme de chambre. Il imagine de faire courtiser Lisette par Blaise, tandis que lui-même courtisera Colette, et il les fait répéter d’abord. Mais Colette prend la chose au sérieux et, au lieu de railler Merlin comme on le lui a permis, elle répond par des amabilités aux compliments qu’il lui adresse. Blaise se fâche de cette conduite de sa fiancée. Lisette aussi trouve que Merlin joue avec trop de naturel son rôle auprès de Colette. On se querelle, Madame Argante survient au bruit, et demande qu'on ne joue pas la comédie programmée. Madame Hamelin, qui tenait à cette comédie, feint d'annuler le mariage prévu entre son neveu Eraste et Angélique et de marier Eraste à son amie Araminte, bien plus âgée, veuve et secrètement amoureuse de celui-ci. Les réactions de Madame Argante et des autres protagonistes à cette nouvelle situation sont une comédie involontaire nouvelle. L'arrivée du Notaire permet un heureux dénouement.

## Citation
- ÉRASTE : « Fais-nous rire, on ne t’en demande pas davantage » (acte I, scène 1).

## Source
- Jean Fleury, Marivaux et le marivaudage, Paris, Plon, 1881, p. 243-4.